# Orden Carol I.

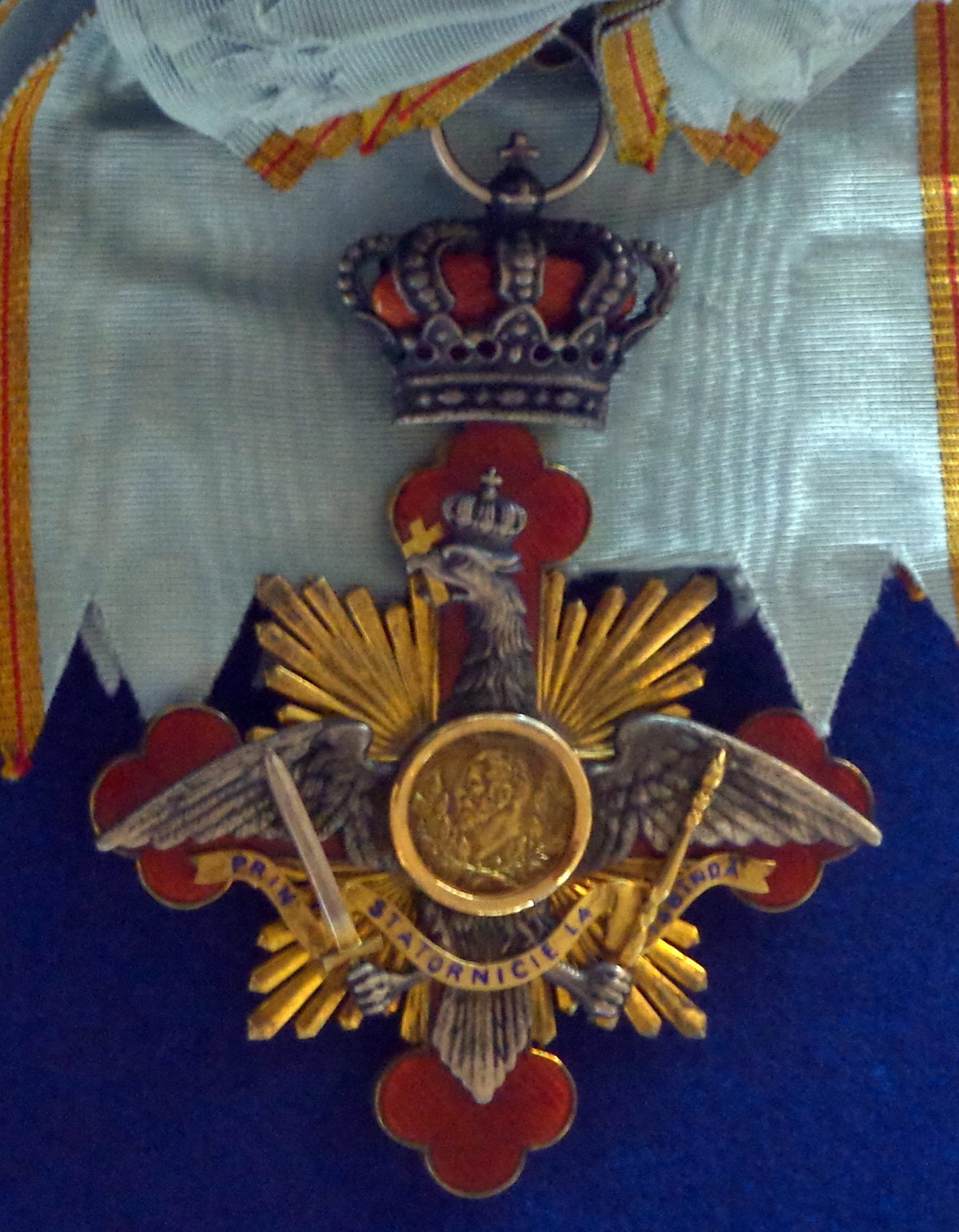
Großkreuz

Collane im Verleihungsetui

Der Orden Carol I. bzw. Orden Karls I. (rumänisch Ordin Carol I) wurde am 10. Mai 1906 durch König Karl I. von Rumänien aus Anlass der 40-Jahr-Feier seiner Regierung in vier Klassen gestiftet, wobei die Anzahl der jeweiligen rumänischen Inhaber bis zum 22. Februar 1938 begrenzt war. 

## Ordensklassen
- Kette/Collane (5 Inhaber/danach 10)
- Großkreuz (10 Inhaber/danach 20)
- Großoffizier (25 Inhaber/danach ohne Beschränkungen)
- Komtur (40 Inhaber/danach ohne Beschränkungen)

Ab 5. Januar 1944 konnte der Orden auch an Frauen verliehen werden. Ebenso konnte der Orden mit Brillanten verliehen werden, so z. B. an Mehmed V., Sultan des Osmanischen Reiches im Jahre 1907.

## Trageweise
Das Ordensband ist lichtblau mit schmalen goldenen Randstreifen und in diesen je ein roter Strich.

## Sonstiges
Der Orden Carol I. blieb bis zum Ende der Monarchie in Rumänien am 30. Dezember 1947 der höchste Orden des Landes.
Ab 2003 ist der Orden der höchste Hausorden der rumänischen Dynastie Hohenzollern-Sigmaringen und wird wieder privat verliehen.